# Route départementale 116 (Essonne)
Pour les articles homonymes, voir Route départementale 116.
La route départementale 116 est une route départementale située dans le département français de l'Essonne et dont l'importance est aujourd'hui restreinte à la circulation routière locale. Elle reprend le trajet essonnien de l'ancienne route reliant Arpajon et la route nationale 20 à Ablis et la route nationale 10.

## Itinéraire
La route départementale 116 est actuellement la voie routière reliant le pays d'Arpajon et la route nationale 20 au pays de Dourdan en suivant la vallée de l'Orge et la ligne C du RER d'Île-de-France.
- Ollainville, elle démarre son parcours au nord-est de la commune, à l'intersection avec la route départementale 97, à proximité de la route nationale 20. Elle prend alors l'appellation de Route de la Roche. À la sortie du bourg, elle croise la route départementale 152 puis quitte le territoire.
- Bruyères-le-Châtel, elle prend l'appellation de Route Départementale puis rencontre la route départementale 82 et la route départementale 27 avant de quitter la commune.
- Breuillet, elle devient la Route de Saint-Chéron et rencontre la RD 191z et traverse la commune à l'écart du bourg.
- Breux-Jouy, elle devient la Rue de Saint-Chéron et rencontre la route départementale 19 à la sortie du hameau de Jouy avant de quitter le territoire dans le Bois du Boulay.
- Saint-Chéron, elle prend la dénomination Route de Paris, à l'entrée du bourg, elle rencontre la route départementale 216 et devient la Rue Lamoignon jusqu'à l'intersection avec la route départementale 132 où elle devient la Rue Charles de Gaulle puis la Rue Céleste Boursier avant de prendre la dénomination d' Avenue de Dourdan à la sortie du bourg. Elle passe enfin sous la ligne Brétigny - Tours empruntée par la ligne C du RER d'Île-de-France avant de quitter le territoire.
- Sermaise, elle devient l' Avenue de Paris puis Avenue de Dourdan après sa traversée du bourg.
- Roinville, elle prend l'appellation de Route de la Vallée puis Rue du Général de Gaulle. À la Place Saint-Denis elle prend la dénomination de Rue du Petit Château jusqu'à sa sortie de la commune.
- Dourdan, elle entre par l'est du territoire avec l'appellation d' Avenue de Paris puis bifurque pour suivre la déviation et former la ceinture périphérique communale. Elle devient alors l' Avenue Pierre Mendès France puis l' Avenue du 14 juillet 1789. Elle rencontre la route départementale 836 qui emprunte une partie de son tracé et devient l' Avenue d'Orléans, elle croise ensuite la route départementale 5 et devient la Voie Ouest jusqu'à se séparer de la RD 836 pour prendre la direction de l'ouest sous l'appellation Route de Sainte-Mesme puis Route d'Étampes à l'entrée dans la forêt. Elle s'achève à la sortie du territoire communal et départemental en gardant sa numérotation sur le territoire de Sainte-Mesme.

## Pour approfondir